# Thomas Gergely
Thomas Gergely (né à Budapest en 1944) est un professeur belge de communication et linguistique. 
Philologue de formation, professeur à l’Université libre de Bruxelles (faculté de philosophie et lettres), il y dirige, depuis 2001, l’Institut d'études du judaïsme. De 1971 à 2010, il a formé plus de 30 000 étudiants au Département de communication, qu’il a d’ailleurs présidé (1996-2000).
On lui doit de nombreuses publications scientifiques de rhétorique, de linguistique, d’histoire juive et de philosophie religieuse. Il enseignait les techniques de la communication écrite dans la section journalisme à l'Université libre de Bruxelles dont il est professeur honoraire depuis 2010. Il enseigne actuellement l'histoire juive dans cette même université depuis 2010.

## Biographie
Vivant à Budapest, face aux mesures antisémites, ses parents sont plongés dans la pauvreté. Du fait de la politique de numerus clausus contre les Juifs, son père Max Gergely devient comptable, puis est envoyé dans un camp de travail. Sa mère Hélène devient caissière dans une mercerie. En 1944, face à la Shoah, un secrétaire de l'ambassade de Suède les place dans des maisons sous sa protection, leur délivre des sauf-conduits. La famille se rend en Belgique, en Suisse, en Israël, au Canada puis retourne à Bruxelles.
Il poursuit des études de philologie romane à l'Université Libre de Bruxelles et devient assistant. Il étudie par la suite l'orientalisme, en particulier les traductions de la Bible.
Il a reçu le prix du Mensch en 2005. Ce prix, décerné par le Centre communautaire laïc juif (CCLJ, Bruxelles), honore une personnalité de la communauté juive de Belgique pour son humanisme. En 2007, l'ULB lui a décerné le prix Socrate au titre de ses enseignements.
- Il a présidé le département d'information/communication de 1996 à 2000.
- Il a enseigné au département de philologie romane et de langue et littérature française.
- Il est directeur de l'Institut d'étude du judaïsme Martin Buber, un institut supérieur à l'ULB.

En 2018, il se présente aux élections communales à Forest sur la liste du parti DéFI.